# 후건

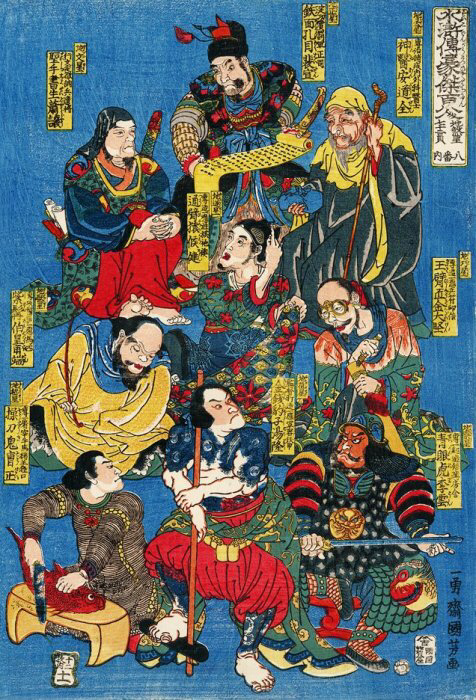

후건(侯健)은 중국의 사대기서(四大奇書) 중 하나인 《수호전》(水滸傳)에 등장하는 인물로, 108성 중 71위이자 지살성(地煞星)의 지수성(地遂星)에 해당한다. 키가 작고 검으며 별호는 통비원(通臂猿)으로 팔다리가 길고 몸놀림이 민첩한 긴팔 원숭이를 뜻한다. 또한 그의 성 '후(侯)'는 원숭이를 뜻하는 '후(猴)'와 동음이며, 그것을 바탕으로 명명된 것으로 보인다. 설영에게 창봉을 배우고 있으나 서툴렀으며 탁월한 바느질 자수 능력으로 양산박 인물들의 의상·정기·전포·갑주·여러 장막 등의 도안 제작과 작성, 감독을 맡았다. 식전이나 전장 등의 장면에서 양산박 인물들의 위용을 기리는 미문, 운문에서 그 호화로운 의상과 진용이 표현되면서 그의 훌륭한 바느질 솜씨를 엿볼 수 있다.

## 생애
후건은 홍도 출신의 재단사로 강주의 전 부지사인 황문병의 집안에 고용돼 있었다. 어느 날 자신의 창봉 스승 설영이 찾아와 잡담을 나누던 중 그의 입으로 자신은 양산박에 들어갔고, 지금 자신의 출세를 위해 천하의 의사 송강에게 모반죄를 지어 처형하려던 황문병에게 복수하려 하니 이에 협조해 달라는 부탁을 받았다. 황문병은 평소에 평판이 좋지 않았고 후건도 탐탁지 않아 이를 승낙, 조개, 송강을 비롯한 양산박 사람들이 머물고 있는 게양진 목홍의 저택을 찾아 이곳에서 황문병의 저택 속사정을 보고하고 그 습격도 안내하였다. 이 공적으로 후건은 양산박 대열에 합류하는 것을 인정받아 강주를 떠났다.
양산박에 입산한 후에는 재단사로서의 능력을 인정받아 양산박 인물들의 의상·기지물·전포·갑주 등과 정기, 산채 내의 기치나 막 등의 제작·관리를 도맡아 108명이 양산박에 모인 후에도 일관되게 같은 직무를 담당하고, 양산박의 상징이라 할 수 있는 산 정상에 펄럭이는 '체천행도(替天行道)' 깃발도 후건이 작업한 것이다. 양산박이 조정에 귀순한 뒤 각지를 전전한 후에도 이 일을 계속하여 실제로 전장에 설 기회는 없었지만 방랍과의 싸움이 치열해지면서 후건도 전선에 나설 수밖에 없는 상황이 된다. 그리고 항주 공략 시 수향인 항주성 공략을 위해 후건도 장횡의 배에 오르는데, 서쪽 호수로 진입하는데 때마침 불어오는 강풍에 배가 전복되고 장횡 등은 수영이 뛰어나 무사했으나 후건은 수영을 하지 못하여 물속으로 빠진 뒤 그대로 익사했다.